# Bases Loaded '96: Double Header
Bases Loaded '96: Double Header es un juego de 1996 lannzado para el Sega Saturn y PlayStation. Este juego fue considerado ser el juego final en la serie Bases Loaded. Reseñas negativas se dieron a este juego por sus gráficos y la inadecuada elección de la música de órgano.

## Recepción
La breve revisión de Next Generation de la versión de PlayStation declaró: "La larga serie de béisbol de Jaleco se quedó sin fuerza hace mucho tiempo, y esta encarnación totalmente decepcionante de 32 bits es una razón perfecta para dejarla morir". Anotaron tanto la versión de Saturn como una de cinco estrellas.